# 馬達利那·菲力克斯
馬達利那·菲力克斯（1989年9月20日—）是一名安哥拉女子籃球運動員，曾代表國家參加2012年倫敦奧運的女子籃球比賽，結果獲得第12名，未能晉級下一輪。